# 上下濱站
上下濱站（日语：／ Jōgehama eki */?）是東日本旅客鐵道（JR東日本）信越本線的鐵路車站，位於日本新潟縣上越市柿崎區上下濱。

## 歷史
- 1952年（昭和27年）7月25日：開業。
- 1987年（昭和62年）4月1日：國鐵分割民營化，成為東日本旅客鐵道的一個車站。

## 車站結構
側式月台2面2線的地面車站，並設有自動售票機和驗票閘門。

### 月台配置
| 股道 | 路線      | 方向 | 目的地                                  |
| ---- | --------- | ---- | --------------------------------------- |
| 1    | ■信越本線 | 下行 | 長岡・新潟方面                          |
| 2    | ■信越本線 | 上行 | 直江津方面 ■妙高躍馬線直通 妙高高原方面 |

## 车站周边
- 川西海水浴場
- 上下濱溫泉
- 国道8号
- 北陸自動車道
- 上越市立上下濱小學
- 坂田池

## 相鄰車站
東日本旅客鐵道（JR東日本）
■信越本線
■普通
潟町－上下濱－柿崎